# Nebovazy
Nebovazy (německy Nokowitz) jsou samota, část obce Křimov v okrese Chomutov. Nachází se asi 1,5 kilometru jihovýchodně od Křimova.

## Název
Původní varianta názvu Nakawaz ve srovnání s jinými jmény zřejmě odpovídá spojení na Kavanech, ale jeho význam je nejasný. Tvar Nebowaz se objevil nesprávným opisem až v roce 1832 a František Palacký ho rozšířil na Nebowazy ve významu místo, kde žijí lidé, kteří vážou nebe. V historických pramenech se jméno vesnice vyskytuje ve tvarech: Nakawaz (1281), Nogwitz (1554), Nockwitz (1560), Nopitz (1568), Noppitz (1569), Nokwicze (1571), Nokwicze (1606), Nokwicz (1629), Nopitz (1720), Nokowitz nebo Nakowicz a Nopitz (1787) a Nokowitz (1846).

## Historie

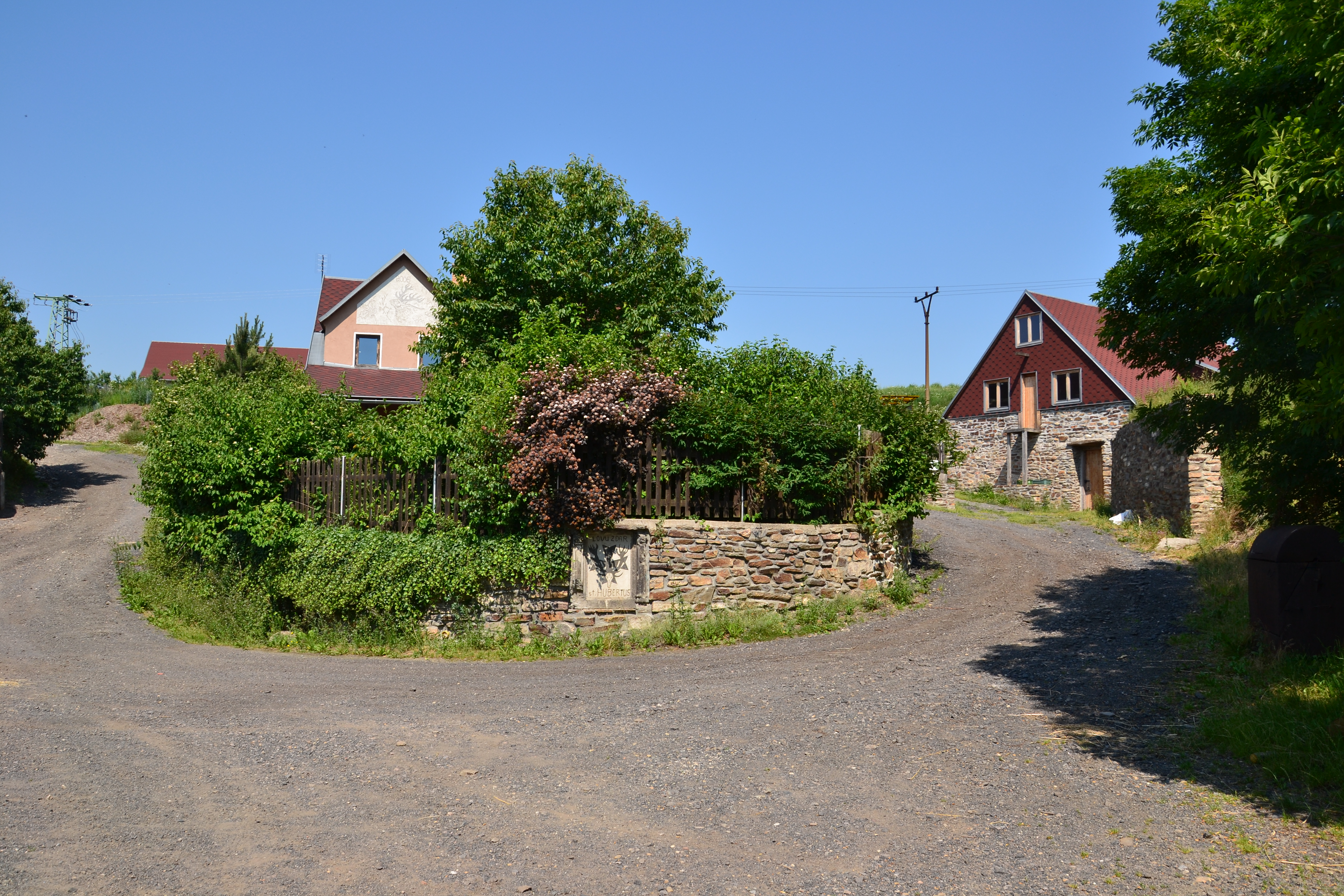
Dva domy na místě původní vesnice

Archeologický výzkum doložil existenci Nebovaz v polovině třináctého století. První písemná zmínka o nich pochází z roku 1281 a nachází se v listině, kterou je, spolu s dalšími vesnicemi, daroval Chotěbor z Račic řádu německých rytířů z chomutovské komendy. Podle urbářů chomutovského panství z let 1560 a 1563 ve vsi žilo devět rodin. Vesnice musela při slavnostních příležitostech odebírat pivo z vrchnostenského pivovaru a nejspíše patřila ke křimovskému statku, protože nebovazský mlynář odváděl poplatky křimovskému rychtářovi.
Po mocenském pádu Jiřího Popela z Lobkovic královská komora rozdělila jeho rozsáhlý majetek na tři díly a Nebovazy se ocitly v části, kterou roku 1605 koupil Linhart Štampach ze Štampachu. Vesnice se tak stala součástí ahníkovského panství, u kterého zůstala až do zrušení poddanství. Podle berní ruly z roku 1654 v ní žilo pouze osm chalupníků, kteří měli dohromady třináct potahů, sedmnáct krav, 22 jalovic, dvanáct koz a jedno prase. Na polích pěstovali především žito a len.
Koncem devatenáctého století stále přetrvával zemědělský charakter vesnice. Nízké výnosy při pěstování žita, brambor, tuřínu, zelí a lnu nutily obyvatele, aby si přivydělávali prací v lese a drobnými pracemi jako bylo vázání košťat, odklízení sněhu nebo výroba krajek. Většina služeb (škola, pošta, nádraží, fara) bývaly v Křimově, ale lékař nebo četnická stanice byly až v Hoře Svatého Šebestiána. U Hutné stával mlýn.
Vesnice zanikla vysídlením v první polovině sedmdesátých let dvacátého století, ale při sčítání lidu v roce 2011 na jejím místě stály dva domy a žilo šest obyvatel.

## Přírodní poměry
Nebovazy stojí ve stejnojmenném katastrálním území o rozloze 1,65 km² v Ústeckém kraji asi 1,1 kilometru jihovýchodně od Křimova a 7,5 kilometrů severozápadně od Chomutova.
Geologické podloží je tvořené prekambrickými dvojslídnými a biotitickými rulami. V geomorfologickém členění Česka oblast leží v geomorfologickém celku Krušné hory a v podcelku Loučenská hornatina na rozhraní okrsků Přísečnická hornatina a Bolebořská vrchovina, která zasahuje pouze do jihovýchodního cípu území na pravém břehu Hutné. Pro Přísečnickou hornatinu jsou charakteristické zbytky zarovnaných povrchů na vyzdvižené kře. Samota stojí v údolním svahu v nadmořské výšce okolo 660 metrů, ale nejvyšší bod se nachází při západní hranici území ve výšce okolo 720 metrů. Ve střední části katastrálního území převažují kambizemě, ale do jihovýchodního cípu zasahují podzoly, které převládají také v oblasti na západ a severozápad od samoty.

## Obyvatelstvo
Při sčítání lidu v roce 1921 zde žilo 94 obyvatel (z toho 41 mužů) německé národnosti, z nichž se čtyři hlásili k evangelické a ostatní k římskokatolické církvi. Podle sčítání lidu z roku 1930 měla vesnice 99 obyvatel německé národnosti. I tentokrát byli čtyři evangelíky a ostatní členy římskokatolické církve.
|                                                                      | 1869 | 1880 | 1890 | 1900 | 1910 | 1921 | 1930 | 1950 | 1961 | 1970 | 1980 | 1991 | 2001 | 2011 | 2021 |
| -------------------------------------------------------------------- | ---- | ---- | ---- | ---- | ---- | ---- | ---- | ---- | ---- | ---- | ---- | ---- | ---- | ---- | ---- |
| Obyvatelé                                                            | 152  | 157  | 143  | 127  | 105  | 94   | 99   | 18   | 5    | 3    | -    | -    | -    | 6    | 3    |
| Domy                                                                 | 23   | 24   | 24   | 24   | 21   | 20   | 20   | 13   | —    | 1    | -    | 1    | -    | 2    | 1    |
| Počet domů z roku 1961 je zahrnut v celkovém počtu domů obce Křimov. |      |      |      |      |      |      |      |      |      |      |      |      |      |      |      |

## Obecní správa a politika
V roce 1850 se Nebovazy staly samostatnou obcí, kterou zůstaly až do poloviny dvacátého století. Při sčítání lidu v roce 1950 byly částí obce Křimov.
Při volbách do obecních zastupitelstev konaných 22. května 1938 v Nebovazech žilo 58 voličů. Volby však neproběhly, protože kandidátní listinu podala pouze Sudetoněmecká strana, která se tak automaticky stala vítězem voleb.

## Osobnosti
V Nebovazech se narodil estetik a literární historik Franz Ficker (25. února 1782 – 22. dubna 1849). Vystudoval na Pražské univerzitě a na počátku své kariéry pracoval jako suplent v Chomutově. Později vedl katedru klasické filologie na univerzitě v Olomouci a od roku 1823 přednášel ve Vídni.